# Hecataeus (geslacht)
Hecataeus is een geslacht van kevers uit de familie bladkevers (Chrysomelidae).
De wetenschappelijke naam van het geslacht werd in 1888 gepubliceerd door Martin Jacoby.

## Soorten
- Hecataeus hospes (Weise, 1921)
- Hecataeus nigricollis Jacoby, 1888
- Hecataeus nirguus Bechyne, 1997